# Pa'l Norte 2015
Pa'l Norte 2015 fue la cuarta edición del festival, se llevó a cabo en el Parque Fundidora de la ciudad de Monterrey los días 24 y 25 de abril, esta vez cambiando la temporada de su realización a la época primaveral.

## Desarrollo
La preventa fue anunciada en Facebook el 11 de diciembre de 2014, para dar inicio el 15 de diciembre. Los precios durante la venta general fueron de $595 general y $1145 VIP para entrada individual, y $1095 general y $2190 VIP para el abono de ambos días, disponibles en Ticketmaster. En este evento sumando a la audiencia que llegó de otros estados de la república, se contó con público que viajó de las ciudades fronterizas de Estados Unidos, así como de Colombia, Guatemala y El Salvador.
Se pasó de 3 a 5 escenarios: Tecate Light, Indio, Sorpresa, con la adición de la “Carpa Ascendente” para artistas emergentes, y el “Pilo’s Bar” para exponentes del regional mexicano, ubicado dentro de la Nave Lewis, inicialmente contando solamente con la participación de «Fara Fara». El evento tuvo una configuración similar a la de otros años, con su área de Food Court, Pa’l Mercado y la seguridad médica que por precaución se ha procurado los años anteriores. Gracias a un convenio con Metrorrey, las líneas de metro de la ciudad extendieron su horario para poder dar servicio a los asistentes del evento.
Durante esta edición se rompió el récord de derrama económica y ocupación hotelera de cualquier abril en la historia de Monterrey según la Secretaría de Turismo, dejando una recaudación económica de más de $125 millones.

## Line up
Se anunció el 23 de enero y contó con la participación de: Garbage, Imagine Dragons, 2 Live Crew, 311, Café Tacvba, Calle 13, The Kooks, Intocable, Molotov, Flo Rida, Aterciopelados, Ximena Sariñana, Enanitos Verdes, Galatzia, Babasónicos, Belanova, Corazón Attack, Los Claxons, The Warning, Disco Ruido, Clubz, Caloncho, Botellita de Jerez, Nortec Collective: Bostich + Fussible, Los Infiernos, No Te Va Gustar, Apolo, Juan Cirerol, Gondwana y Los Daniels.
Los horarios se dieron a conocer el 15 de abril para los escenarios principales y el día siguiente para la Carpa Ascendente; contando con la baja de la banda ecuatoriana Prime Ministers, siendo reemplazados por The Warning.

### Tecate Light
| Viernes                                                          | Sábado |
| ---------------------------------------------------------------- | --- |
| - Calle 13 - The Kooks - 311 - Galatzia - Los Daniels - Ana Rizo | - Intocable - Café Tacvba - Babasónicos - Enanitos Verdes - Belanova - La Gusana Ciega - Fermín IV - Corazón Attack - Moonlander |

### Indio
| Viernes                                                                                 | Sábado |
| --------------------------------------------------------------------------------------- | --- |
| - Molotov - Flo Rida - Kinky Unplugged - Gondwana - Ximena Sariñana - Morenito de Fuego | - Imagine Dragons - Garbage - Los Claxons - Aterciopelados - Nortec Collective Bostich + Fussible - 2 Live Crew - Amandititita - Tercera Edición |

### Carpa Ascendente
| Viernes | Sábado |
| --- | --- |
| - The Zombie Kids - The Wookies - Telefunka - Siddhartha - Caloncho - Mando - Charlie Rodd - Clubz - Las Delailas | - Botellita de Jerez - No Te Va Gustar - Disco Ruido - Milo, Mel y Mayel - Los Infierno - Radio Rebelde - Juan Cirerol - Banda Bastón - Apolo - Sonido San Francisco - The Warning - Carmen Costa - Mississippi Queens |

### Sorpresa[6]
| Viernes                | Sábado                    |
| ---------------------- | ------------------------- |
| - Crazy Town - Big Boy | - Coolio - Village People |